# Oddset
Eine Oddset-Wette ist eine Sportwette, die auf der Grundlage „fester (set) Gewinnquoten (odds)“ angeboten wird. Zugleich ist Oddset (Eigenschreibweise: ODDSET) in Deutschland der Markenname einer staatlich angebotenen Sportwette.

## Generischer Begriff
Bei der Wettform Oddset kann auf verschiedene Sportarten getippt werden. Oddset-Wetten werden auch von in der EU konzessionierten Buchmachern angeboten. Im Gegensatz zu einer Totalisatorwette wie sie auf Rennbahnen üblich ist, bei der die Quoten je nach den Einsätzen permanent schwanken, sind die Quoten bei einer Oddset-Wette fixiert. Der Wetter kennt die Quote und diese Quote ändert sich nicht mehr, wenn der Schein abgegeben wurde. Hat der Veranstalter Pech, kann er durch die festen Quoten Verluste machen. Andererseits sind auch Gewinne möglich, etwa bei Niederlagen favorisierter Teams bzw. Sportler.

## Oddset in Deutschland

### Geschichte
Die Sportwette Oddset wurde im Februar 1999 von der Staatlichen Lotterie- und Spielbankverwaltung in Bayern eingeführt und ab 2000 zunächst von allen 16 Lotteriegesellschaften (Deutscher Lotto- und Totoblock) angeboten.
Das Geschäftsmodell geriet unter Druck, nachdem die angestrebte staatliche Monopolisierung des Angebots von Sportwetten juristisch als nicht oder nur teilweise mit dem Grundgesetz und der Dienstleistungsfreiheit des EG-Vertrags vereinbar bewertet wurde. Der EuGH bezog mehrfach zu diesem Thema Stellung („Lindman“, „Gambelli“ und zuletzt (6. März 2007) „Placanica“). Der Gesetzgeber wurde mit der Entscheidung des Bundesverfassungsgerichts aufgefordert, Sportwetten neu zu regeln.
Als sich die Zulassung anderer Anbieter ankündigte, brach seit Anfang 2008 der Oddset-Umsatz stark ein. Dies war auch die Folge der Einführung von Wettausweisen, die anonymes Wetten auch bei kleinen Einsätzen unmöglich machen. Der Marktanteil von Oddset am Sportwettenmarkt ging in den Folgejahren stark bis auf unter fünf Prozent zurück. Mehrere Bundesländer stiegen schließlich aus dem Angebot wegen zu geringer wirtschaftlicher Attraktivität aus.
Das Sportwettenangebot der einzelnen Landeslotteriegesellschaften wurde Ende 2019 eingestellt und Oddset wird seit Januar 2020 von der Oddset Sportwetten GmbH als Veranstalter angeboten. Die seit 2011 bestehende Gesellschaft befindet sich im Eigentum mehrerer Landeslotteriegesellschaften, seit 2017 der Bundesländer Bayern, Hessen, Rheinland-Pfalz, Baden-Württemberg, Mecklenburg-Vorpommern, Nordrhein-Westfalen und Saarland. Die Oddset Sportwetten GmbH hat eine Erlaubnis zur Veranstaltung von Sportwetten im Internet sowie im stationären Vertrieb erhalten und ist ein behördlich zugelassener Sportwettveranstalter, der unter Aufsicht der Gemeinsamen Glücksspielbehörde der Länder steht. Oddset konnte von 2020 an noch an Annahmestellen von Lotteriegesellschaften in Baden-Württemberg, Bayern, Hessen, Nordrhein-Westfalen, Rheinland-Pfalz, Mecklenburg-Vorpommern, Saarland, Sachsen-Anhalt und Schleswig-Holstein gespielt werden. Aufgrund rechtlicher Anforderungen des Glücksspielstaatsvertrages wurde das Angebot in den Annahmestellen zum 30. Juni 2024 eingestellt. Es verbleibt das seit Anfang 2023 bestehende Online-Angebot.

### Einnahmenverteilung
Einen festen Teil der Wetteinnahmen aus Oddset stellen die Unternehmen des Deutschen Lotto- und Totoblock im Rahmen der Zweckabgaben unter anderem für die Landessportvereine, Fußballverbände und zur Musikförderung zur Verfügung. Entsprechend dem Marktanteil von Oddset (auch im Vergleich mit den Veranstaltungen der Lotterien) fällt der zur Verfügung stehende Betrag aus. Nach den Änderungen durch den Glücksspieländerungsstaatsvertrag und durch die Änderung des Rennwett- und Lotteriegesetzes (RennwLottG) ist die Oddset-Steuer von 16,66 % auf 5 % gesunken. Dieser Steuersatz (Sportwette aus § 17 RennwLottG) wird seit dem Inkrafttreten des Glücksspieländerungsstaatsvertrags (GlüÄndStV) im Jahr 2012 von privaten und staatlichen Anbietern von Sportwetten gleichermaßen gezahlt. Zum 1. Juli 2021 ist der Steuersatz auf 5,3 % angehoben worden (§ 18 RennwLottG).